# Liima Inui
Liima Inui ist eine grönländische Rock- und Metal-Band.

## Geschichte
Die Band wurde 1995 vom 21-jährigen Georg „Kiiu“ Olsen gegründet, der damals bereits als Künstler bekannt war und später politisch tätig wurde. Das erste Album Shaman, das beim grönländischen Label ULO erschien, war wenig erfolgreich. Auf diesem sang Georg Olsen gemeinsam mit der Sängerin Karina Møller.
Es dauerte bis 2007, bis die Band in neuer Besetzung ihr zweites Album veröffentlichte. Pluto erschien bei Atlantic Music und der Gesang stammte nun primär von Randi Broberg. Das zweite Album war ein größerer Erfolg in Grönland, erhielt eine silberne Schallplatte, den Talentpreis der Koda Awards und den Jahrespreis von Kalaallit Nunaata Radioa. Anschließend ging die Band auf Tournee in Grönland, Dänemark und Island.
2009 erschien das dritte Album mit dem Namen Republik, das im Rahmen der Einführung der Selvstyre politische Texte beinhaltete. Das Album wurde wieder bei Atlantic Music herausgegeben und von allen grönländischen Parteien mitfinanziert. Die Band legte großen Wert auf die Visualisierung ihrer Musik durch aussagekräftige Musikvideos. Das Album war ebenfalls ein Erfolg und erhielt wieder Silber. Danach tourte die Band wieder international.
Am 2. November 2012 gab die Band ihr Abschiedskonzert im Katuaq in Nuuk und wurde anschließend aufgelöst.
2016 gab die Band überraschend ihre Neugründung bekannt, wieder in neuer Besetzung, wobei Paaliit Mølgaard neue Frontsängerin wurde. Für das Album wurde Georg Olsen 2018 für den Musikpreis des Nordischen Rates nominiert. 2021 erschien das fünfte Album Testament. Die Texte sind üblicherweise grönländisch, obwohl auf den jüngeren Alben vermehrt englischsprachige Titel gewählt wurden.

## Diskografie
- 1995: Shaman
  - Sikornerit Attorlungalu („Schließ die Augen und berühr mich“)
  - Isitit Qaartillugit („Deine Augen sprengen“)
  - Soormi Illit („Warum nicht du“)
  - Misigisat Asiuppata („Wenn die Gefühle vergehen“)
  - Shaman („Schamane“)
  - Silammut („Raus“)
  - Misigissusiiagaq („Dem die Gefühle genommen wurden“)
  - Tarninni, Tarnerit („In deiner Seele, Seelen“)
  - Ilinnut („Für dich“)
  - Tappingerluta („Während wir erblinden“)
  - Peqqussutikka („Meine Befehle“)
- 2007: Pluto
  - Naajaagavit („Weil du eine Möwe bist“)
  - Orpissuit („Große Bäume“)
  - Neriusaaq („Regenbogen“)
  - Asasara („Mein Geliebter“)
  - Eqqaallutit („Sich an dich erinnern“)
  - Pluto
  - Arnajaraq (ein Frauenname)
  - Maangaannaq Killinnata („Ohne dass wir sinnlos an eine Grenze stoßen“)
  - Tarraq („Schatten“)
  - Inoorusuppunga („Ich möchte leben“)
  - Eqqarsaatigisartakkakka („Woran ich ständig denken muss“)
- 2009: Republik
  - Takorluugara („Meine Vision“)
  - Silarsuaq („Welt“)
  - Misigissusiiagaq („Dem die Gefühle genommen wurden“)
  - Misigisat Asiuppata („Wenn die Gefühle vergehen“)
  - Pupik („Pilz“)
  - Angakkorsuup Pania („Die Tochter des großen Schamanen“)
  - Nammineq Inuuvunga („Ich lebe selbst“)
  - Qilaatiga („Meine Trommel“)
  - Qaagit („Komm“)
  - Takuiuk („Siehst du das“)
  - Soormi Illit Nammineeruit („Warum machst du das nicht selbst“)
  - Meerannguaq („Kleines Kind“)
- 2016: Inri
  - Inri
  - Avias
  - Reborn („Wiedergeboren“)
  - Paraliima
  - Diablo
  - Aviaaja (ein Frauenname)
  - Naasunnguaq („Blümchen“)
  - First Capital („Erste Hauptstadt“)
  - New Way („Neuer Weg“)
  - Dilemma
  - Qangattarpunga („Ich erhebe mich in die Lüfte“)
  - Uterumaarpugut („Wir werden schon zurückkehren“)
- 2021: Testament
  - Apostel
  - Crazy Law („Verrücktes Gesetz“)
  - Testament
  - Mortify („Entwürdigen“)
  - Latency („Latenz“)
  - The Fencer („Der Fechter“)
  - New Day („Neuer Tag“)
  - Lizard („Echse“)
  - Butterfly („Schmetterling“)
  - Inuuneq Qujanaq („Danke Leben“)
  - Dimensio